# Venuseffekten
|  | Denne artikel er oprettet af botten Steenthbot ud fra en ekstern database. Den kan derfor have sproglige fejl eller mangler. Denne skabelon kan fjernes efter kontrol af indholdet. |

Venuseffekten er en dansk spillefilm fra 2021 instrueret af Anna Emma Haudal.

## Handling
Liv er i starten af 20’erne og arbejder på familiens gartnergård i provinsen, da hun helt uforberedt forelsker sig i den kaotiske og eventyrlige Andrea, der midlertidigt er flyttet ind en campingvogn i sin onkels æbleplantage. Liv har knap nok klippet navlestrengen til sine forældre, da Andrea brager ind i hendes liv. Da tingene samtidig tager en højst uventet drejning i familien, må Liv én gang for alle finde ud af, hvem hun er, og hvor hun hører til, og at kærlighed og familie kan se ud på mange måder.

## Medvirkende
- Johanne Milland, Liv
- Josephine Park, Andrea
- Anne Sofie Wanstrup, Nynne
- Lars Mikkelsen, Klaus
- Sofie Gråbøl, Gitte
- Morten Hee Andersen, Jonas
- Jeanett Albeck, Julie F
- Karoline Brygmann, Julie P
- Olivia Joof, Anna
- Camilla Lau, Dina
- Andrea Øst Birkkjær, Katja
- Amanda Radeljak, Sunniva
- Ulver Skuli Abildgaard, Henning
- Clint Ruben, Sebastian
- Anette Støvelbæk, Susanne
- Alvin Olid Bursøe, Kristoffer